# Special Olympics Taiwan
Special Olympics Taiwan (englisch Special Olympics Chinese Taipei) ist ein Verband von Special Olympics International mit Sitz in Taipeh. Er hat sich zum Ziel gesetzt, Kindern und Erwachsenen mit geistiger Beeinträchtigung die Ausübung verschiedener olympischer Sportarten über das ganze Jahr hindurch anzubieten, damit sie körperlich fit bleiben und ihr Können mit anderen Special Olympics Athleten und ihrer Gemeinschaft teilen. Außerdem betreut der Verband auch das Special Olympic Team aus Taiwan bei internationalen Special Olympics Wettbewerben.

## Geschichte
Der Verband Special Olympics Chinese Taipei wurde 1992 gegründet.

### Einfluss politischer Konflikte vor den Special Olympics World Games 1983
Das Team aus Taiwan nahm nach einem Streit über die Bezeichnung für seine Delegation nicht an den Special Olympics World Summer Games 1983 teil. Während das Team Chinese Taipei favorisierte, bestand die Kennedy Foundation auf Taiwan, Republik China (Taiwan, Republic of China). Hintergrund war der Taiwan-Konflikt.
An den Special Olympics World Winter Games 1981 hatte Taiwan mit seiner eigenen Flagge unter dem Namen Republik China teilgenommen.

## Aktivitäten
2016 hatte der Sportverband 44467 registrierte Athletinnen und Athleten und 1754 Coaches.
Special Olympics Taiwan bietet folgende Sportarten an: Badminton, Basketball, Boccia, Bowling, Floor Hockey, Fußball, Golf, Gymnastik,  Leichtathletik, Kanusport, Radsport, Roller Skating, Schneeschuhlaufen,  Schwimmen, Tischtennis und Volleyball. Der Verband nimmt an mehreren Programmen von Special Olympics International teil, nämlich an Athlete Leadership, Special Olympics Law Enforcement Torch Run, Healthy Athletes, Motor Activities Training Program und Youth Activation. Seit 2021 wird auch das Unified School Program mit Unterstützung des Technologieunternehmens Accton umgesetzt.

### Teilnahme an vergangenen Weltspielen
- 1999 Special Olympics World Summer Games, Raleigh/Durham/Chapel Hill, USA
- 2003 Special Olympics World Summer Games, Dublin/Belfast, Irland
- 2007 Special Olympics World Summer Games, Shanghai, China
- 2011 Special Olympics World Summer Games, Athen, Griechenland
- 2015 Special Olympics World Summer Games, Los Angeles, USA
- 2019 Special Olympics, World Summer Games, Abu Dhabi, Vereinigte Arabische Emirate (50 Athletinnen und Athleten)[5]
- 2025 Special Olympics World Winter Games, Turin, Italien (20 Athletinnen  und Athleten)[6]

### Teilnahme an den Special Olympics World Summer Games 2023 in Berlin
Der Verband Special Olympics Chinese Taipei nahm an den Special Olympics World Summer Games 2023 in Berlin teil. Im Rahmen des Host Town Programs wurde die Delegation aus Taiwan vor den Spielen von dem Berliner Bezirk Charlottenburg-Wilmersdorf betreut. Das Team gewann bei diesen Weltspielen 16 Gold-, 13 Silber- und 10 Bronzemedaillen.